# Hosszú-mező rombarlangja
A Hosszú-mező rombarlangja a Tihanyi-félszigeten, a Balaton-felvidéki Nemzeti Park területén található egyik üreg. Nem barlang.

## Leírás
A szarkádi Hosszú-mező K-i, a Cser-hegy felé emelkedő lankáján levő gejzírkúpban van. Megközelíthető a Belső-tót a Szarkáddal összekötő szekérúton haladva a hosszú-mezői É-i útelágazásig. A Hosszú-mezőre két, egymástól 50–60 m-re levő, nagyjából párhuzamos út vezet. Innen DK felé kell haladni kb. 300 m-t és balra fent a lankán megtalálható a Hosszú-mező rombarlangját rejtő forráskúp.
A barlangrom a kúp D-i oldalában található. A 2,5 m átmérőjű félhenger-szerű képződmény a kúp oldalában, előterében pedig berogyás van. A bemélyedés aljában több mély rés vezet lejtősen a kúp alá. A limonites, meszes hidrokvarcit kőtörmelékben apró hidegvízi borsókövek láthatók. Feltárása talán eredményes lehet. Kis jelentőségű barlangrom.
Előfordul az üreg az irodalmában Hosszú-mezői-rombarlang (Eszterhás 1997) és Hosszú-mezői rombarlang (Eszterhás 1987) neveken is. 1983-ban volt először Hosszú-mező rombarlangja néven említve az üreg az irodalmában.

## Kutatástörténet
1983-ban történt az üreg első, írott említése. Ekkor Eszterhás István említette meg, bár valószínűleg régebben ismert üreg. Kordos László 1984-ben megjelent könyvének országos barlanglistájában nem szerepel az üreg neve. 1987-ben Eszterhás István írta le részletesen az üreget. Az Eszterhás István által 1989-ben írt, Magyarország nemkarsztos barlangjainak listája című kéziratban az olvasható, hogy a Bakony hegységben, a 4463-as barlangkataszteri területen, Tihanyban létezett Hosszú-mező rombarlangja gejziritben alakult ki. Az ismeretlen méretű barlang le van fejtve. A listában meg van említve az a Magyarországon, nem karsztkőzetben kialakult, létrehozott 220 objektum (203 barlang és 17 mesterséges üreg), amelyek 1989. év végéig váltak ismertté. Magyarországon 40 barlang keletkezett gejziritben. Az összeállítás szerint Kordos László 1984-ben kiadott barlanglistájában fel van sorolva 119 olyan barlang is, amelyek nem karsztkőzetben jöttek létre.
Az Eszterhás István által 1993-ban írt, Magyarország nemkarsztos barlangjainak lajstroma című kéziratban meg van említve, hogy a Bakony hegységben, a 4463-as barlangkataszteri területen, Tihanyban helyezkedett el a Hosszú-mező rombarlangja. A gejziritben keletkezett barlang le van fejtve. Az összeállításban fel van sorolva az a Magyarországon, nem karsztkőzetben kialakult, létrehozott 520 objektum (478 barlang és 42 mesterséges üreg), amelyek 1993 végéig ismertté váltak. Magyarországon 40 barlang, illetve mesterségesen létrehozott, barlangnak nevezett üreg alakult ki, lett kialakítva gejziritben. A Bakony hegységben 123 barlang jött létre nem karsztkőzetben. A 2001. november 12-én készült, Magyarország nemkarsztos barlangjainak irodalomjegyzéke című kézirat barlangnévmutatójában szerepel a Hosszú-mező rombarlangja. A barlangnévmutatóban fel van sorolva 8 irodalmi mű, amelyek foglalkoznak az üreggel.

## További irodalom
- Eszterhás István: A Tihanyi-félsziget barlangkatasztere. Kézirat. Isztimér, 1984. (A kézirat megtalálható a Magyar Karszt- és Barlangkutató Társulat Adattárában és a KvVM Barlang- és Földtani Osztályon.) (Néhány oldallal és fényképpel bővebb, mint az 1987-es nyomtatott változat.)
- Eszterhás István: A Bakony nemkarsztos barlangjainak genotipusai és kataszteri jegyzéke. Kézirat. Budapest, 1986. Szerződéses munka az Országos Környezet- és Természetvédelmi Hivatalnak.